# Польща та євро
Польща не використовує євро як свою валюту. Однак, згідно з умовами свого Договору про приєднання до Європейського Союзу, всі нові держави-члени «беруть участь в Економічному та валютному союзі з дати вступу як держава-член з відступом», що означає, що Польща зобов’язана в кінцевому підсумку замінити свою валюту, злотий, на євро.
Немає цільової дати запровадження євро в Польщі, а також немає фіксованої дати, коли країна приєднається до ERM-II (п’ятий критерій конвергенції євро).
Прийняття євро потребує схвалення щонайменше двох третин Сейму для внесення поправок до конституції, які змінюють офіційну валюту зі злотих на євро. Правляча партія « Право і справедливість» виступає проти прийняття євро. Прем'єр-міністр Дональд Туск заявляв, що може погодитися на референдум щодо участі в євро, щоб отримати їхню підтримку конституційної поправки. Офіційної інформації щодо процесу оформлення монет євро для польських національних сторін поки немає.

## Політична підготовка до прийняття євро

### До 2004 року
Плани приєднання до єврозони розпочалися ще в 2003 році перед вступом до ЄС, коли сучасний прем'єр-міністр Лешек Міллер заявив, що Польща приєднається до єврозони в період з 2007 по 2009 рік. Один з лідерів партії «Громадянська платформа» (ГП) Ян Рокіта був певен, що найкращий спосіб наблизитися до євро — це одностороння євроізація. Тим не менш, євроізація суперечить правилам ЄС і не може бути прийнята жодною державою-членом без схвалення Союзу. Нарешті, план не був остаточно розроблений, і Польща його призупинила.

### 2005–2007 роки
Під час коаліції «Право і справедливість», «Самооборона Республіки Польща» та «Ліга польських сімей» євро не було пріоритетом на порядку денному Польщі. У 2006 році прем'єр-міністр Казімєж Марцінкевич заявив, що вступ до єврозони можливий лише після 2009 року, оскільки дефіцит Польщі може зменшитися до 3% ВВП до кінця 2007 року. Переговори про вступ Польщі до єврозони відкладено. Тодішній прем'єр-міністр Ярослав Качинський дотримувався ще більш скептичної позиції. На його думку, євро був невигідним для Польщі, оскільки це спричинило б підвищення цін, а злотий втратив би стабільність.

### 2008–2012 роки
Процес запровадження євро в Польщі регулюється Стратегічними рамками для національного плану переходу на євро (прийнятого Радою Міністрів у 2010 році) та Національним планом переходу на євро (затвердженим у 2011 році Комітетом із європейських справ). План містить оцінку економічного впливу запровадження євро, за яким слідує розділ про заходи, необхідні для забезпечення відповідности Польщею «Маастрихтським критеріям конвергенції», і, нарешті, дорожню карту для процесу переходу на євро.
10 вересня 2008 року, виступаючи на відкритті економічного форуму на польському курорті Криниця-Здруй, прем’єр-міністр Польщі Дональд Туск оголосив про мету правлячого уряду приєднатися до єврозони в 2012 році, що було підтверджено урядом 28 жовтня 2008 року. Однак тодішній президент Польщі Лех Качинський хотів винести на референдум прийняття євро. Міністр фінансів Домінік Радзивілл заявив 10 липня 2009 року, що Польща може виконати фіскальні критерії до 2012 року і вступити до єврозони в 2014 році. 5 листопада 2009 року, виступаючи на пресконференції, заступник міністра фінансів Польщі Людвік Котецький заявив, що уряд може оголосити національну стратегію запровадження євро в середині 2010 року. В інтерв’ю щоденній газеті Rzeczpospolita 22 жовтня 2009 року він також сказав, що Польща може прийняти євро в 2014 році, якщо дефіцит державного бюджету буде скорочено в 2012 році. Колишній президент Лех Качинський заявив на пресконференції, що Польща не зможе приєднатися до єврозони до 2015 року, і навіть ця дата все ще дуже оптимістична. Також польські урядовці підтвердили, що Польща не приєднається до єврозони в 2012 році. У п’ятницю, 11 грудня 2009 року, прем’єр-міністр Польщі Дональд Туск заявив, що Польща може приєднатися до єврозони у 2015 році. Виступаючи під час організованого Мінфіном семінару щодо процесу прийняття євро 15 грудня 2009 року, заступник міністра фінансів Людвік Котецький сказав, що 2015 рік є більш імовірним, ніж 2014, однак він відмовився уточнити офіційну цільову дату.
У роки після світової фінансової кризи 2008 року економічна статистика показала, що девальвація її плаваючої валюти ( злотого ) призвела до того, що польська продукція стала більш конкурентоспроможною для іноземних покупців, і через це Польща в наступні роки мала вищий економічний ріст ВВП, ніж якби країна була частиною єврозони .  У 2012 році польський уряд стверджував, що для Польщі було б розумно приєднатися до єврозони лише після того, як криза євро закінчиться, ґрунтуючись на тому, що відкладення їхнього вступу мінімізує ризик для Польщі стати одним із чистих фінансових кредиторів інших країн єврозони, які мають фінансові труднощі. 
У грудні 2011 року міністр закордонних справ Польщі Радослав Сікорський заявив, що Польща має на меті ввести євро з 1 січня 2016 року, але лише за умови, що «до того часу єврозона буде реформована, і вхід нам вигідний». Тодішній уряд Польщі планував виконати всі критерії зближення до євро до 2015 року. Восени 2012 року Рада з монетарної політики Польського національного банку опублікувала свої офіційні монетарні орієнтири на 2013 рік, підтверджуючи попередні політичні заяви про те, що Польща має приєднатися до ERM-II лише після того, як існуючі країни єврозони подолають поточну кризу суверенного боргу, щоб максимізувати переваги монетарної інтеграції та мінімізації супутніх витрат. Голова Нацбанку Марек Белка заявив, що євро не буде введено до кінця його повноважень у 2016 році.
Наприкінці 2012 року Туск оголосив, що планує розпочати «національні дебати» щодо прийняття євро наступної весни, а в грудні 2012 року міністр фінансів Польщі Яцек Ростовський заявив, що його країна має прагнути якнайшвидшого введення євро. 21 грудня 2012 року Міністерство фінансів оголосило, що вони планують оновити Національний план країни щодо переходу на євро в 2013 році, в основному через недавні інституційні зміни в єврозоні, які потребують додаткових міркувань. Однією з ключових деталей, досліджених у рамках роботи з оновлення плану, є те, чи потрібно буде внести поправку до статті 227 Конституції Республіки Польща для зміни валюти зі злотих на євро. і внести зміни до центрального банку. Опозиційна партія «Право і справедливість» виступає проти прийняття євро, а правлячі партії не мають достатньо місць у Сеймі, щоб внести необхідні поправки до Конституції. Міністр фінансів Польщі наголосив, що підтримка уряду переходу на євро залишається незмінною як стратегічна ціль і не буде змінена в оновленому плані. Водночас, однак, нещодавні турбулентности в ЄС та у світі змусили уряд прийняти своєрідний додатковий критерій для прийняття євро, а саме стабілізацію єврозони.

### 2013 – по теперішній час
У січні 2013 року президент Польщі Броніслав Коморовський заявив, що рішення про запровадження євро має бути прийняте лише після парламентських і президентських виборів, запланованих на 2015 рік, але тим часом країна повинна намагатися відповідати критеріям конвергенції. У лютому 2013 року лідер партії «Право і справедливість» Ярослав Качинський заявив, що «я не передбачаю жодного моменту, коли введення євро буде вигідним для нас», і закликав до референдуму щодо прийняття євро. Ростовський заявив, що Польща не буде встановлювати цільову дату переходу, оскільки країні спочатку потрібно провести реформи, щоб підготуватися. У березні 2013 року Туск вперше заявив, що він буде відкритий для розгляду референдуму щодо участі в євро, який ухвалюється простою більшістю голосів, за умови, що це буде частиною пакету, в якому парламент вперше схвалив необхідну конституційну поправку для введення євро, і вона підлягає затвердженню на референдумі. У квітні 2013 року Марек Белка, голова Національного банку Польщі, заявив, що Польща повинна вимагати, щоб їй дозволили прийняти євро без попереднього приєднання до ERM-II через занепокоєння щодо валютних спекуляцій. Після початку російсько-української війни в 2014 році Бєлка заявив, що Польщі необхідно переглянути своє небажання приєднатися до єврозони. У червні 2014 року у спільній заяві міністра фінансів, глави центрального банку та президента Польщі говорилося, що Польща має розпочати дебати невдовзі після парламентських виборів 2015 року про те, коли прийняти євро, що призвело до дорожньої карти рішення, яке може навіть включати визначення цільової дати.
У жовтні 2014 року віце-прем'єр-міністр Януш Пєхоцінський запропонував Польщі приєднатися до єврозони якнайшвидше у 2020 році. Новообраний прем'єр-міністр Єва Копач, змінивши Дональда Туска на останній рік повноважень уряду, водночас прокоментувала: «Перш ніж відповісти на питання, яка цільова дата має бути призначена для переходу на євро, ми повинні запитати інше: що? Чи є ситуація в єврозоні і куди вони йдуть? Якщо єврозона зміцниться, то Польща має виконати всі критерії включення, що в будь-якому випадку буде добре для економіки». Цим прем’єр-міністр посилався на попереднє політичне рішення про те, щоб спершу дозволити Національному координаційному комітету з переходу на євро завершити оновлення плану переходу, який очікує попереднього створення банківського союзу, перш ніж визначити цільову дату для прийняття євро. Зовсім недавно Кшиштоф Щерський, радник із закордонних справ нового президента Польщі Анджея Дуди, заявив у липні 2015 року, що «поляки мають вирішити на референдумі, чи хочуть вони прийняти євро».
На парламентських виборах у Польщі 2015 року партією-переможцем став євроскептик Закон і справедливість, який виступає проти прийняття євро. 13 квітня 2019 року на з’їзді лідер партії «Право та справедливість» (PiS) Ярослав Качинський заявив: «Ми колись запровадимо євро, тому що ми зобов’язані це зробити, і ми є і будемо в Європейському Союзі, але ми приймемо це, коли це буде в наших інтересах». Він виступив з декларацією, згідно з якою євро не буде введено, поки економіка Польщі не наздожене західну. На його думку, Польща має прийняти євро лише тоді, коли національна економіка досягне 85% ВВП на душу населення Німеччини. Пізніше Ярослав Качинський і прем'єр Матеуш Моравецький стверджують, що наближення до євро на цьому етапі було б шкідливим для Польщі.

## Процес введення євро
У той час, як Дональд Туск вперше обіймав посаду прем'єр-міністра Польщі, були зроблені перші кроки до створення міжінституційної організаційної структури для прийняття євро. 13 січня 2009 р. було створено новий орган Урядового уповноваженого з питань впровадження євро в Республіці Польща. Посаду першого урядового уповноваженого зайняв Людвік Котецький.Потім наступним розпорядженням від 3 листопада 2009 року створено нові установи:
- Національний координаційний комітет з переходу на євро;
- Координаційна рада;
- Міжінституційні робочі комітети з підготовки до введення Республікою Польща євро; і
- Групи завдань.[41]

Відповідно до постанови Ради міністрів від 28 грудня 2015 року, посаду Урядового уповноваженого з питань прийняття євро в Польщі призупинено.

## Очікувані наслідки конвергенції євро
Введення євро в Польщі стало предметом економічного аналізу польських фінансових експертів. У 2017 році Фонд Роберта Шумана та Фонд Конрада Аденауера в Польщі підготували доповідь про три можливі сценарії в результаті приєднання Польщі до єврозони. Відповідно до звіту, затримка введення євро була б чистим негативом для Польщі. Інші дослідження включали урядові звіти, складені Міністерством фінансів Польщі у 2005 році, та дві звіти Національного банку Польщі (NBP) у 2004 та 2009 роках. У звіті NBP за 2009 рік робиться висновок, що в довгостроковій перспективі ВВП Польщі збільшиться на додаткові 7,5%, якщо вона стане членом єврозони, причому більша частина цієї вигоди надійде в перші 10 років після вступу. У аналізі 2014 року NBP заявив, що після кризи в єврозоні «Шанс прискорити економічне зростання в Польщі в результаті прийняття євро залежить від того, чи є інститути єврозони та потенціал польської економіки посилено».
Очікувані позитивні ефекти включають:
- прямі вигоди
  - зниження валютного ризику та витрат на операції – 80% польської торгівлі здійснюється в євро. Через курсовий ризик багато підприємців, які не впевнені в прибутках і трансакційних витратах, не беруть участь у міжнародних операціях;[48]
    - нижчі витрати бізнесу;
    - підвищення якости оцінки прибутковости інвестиційних проєктів;
    - краща прозорість та порівнянність цін у міжнародній перспективі;
    - покращення позицій Польщі як торгового партнера;

  - підвищена макроекономічна стабільність;
    - обмежений ризик спекуляцій валютою;
    - менший ризик валютної кризи;
    - підвищення довіри до монетарної політики;
    - покращення кредитного рейтингу;

  - зниження процентних ставок;
    - зниження витрат на залучення капіталу для домогосподарств, підприємств і державних установ;
    - спрощення доступности кредитів і пов'язане з цим збільшення споживання;
    - підвищення інтересу до обслуговування;
- зростання торгівлі
- збільшення інвестицій – як у внутрішні інвестиції, так і прямі іноземні інвестиції (ПІІ)
- фінансова інтеграція;
- зростання ВВП і добробуту.[49]

У звітах зазначається, що частина можливих позитивних ефектів залежить від здійснення змін, таких як реформа державних фінансів або скорочення державного боргу.
З іншого боку, команда аналітиків NBP перераховує можливі негативні наслідки конвергенції до євро:
- довгострокові витрати
  - втрата незалежности монетарної політики – перехід на рівень ЄС;
  - втрата можливости використання валютного курсу як інструменту коригуючої політики;
- середньострокові ризики
  - неоптимальний коефіцієнт конверсії;
  - ризик погіршення конкурентоспроможности;
  - диференціал інфляції всередині валютного союзу;
  - інфляція цін на активи;
- Короткострокові ризики та витрати
  - ризики, пов’язані з критеріями конвергенції – серед іншого з приєднанням до ESM II та ризиком трилеми Манделла;[51]
  - короткострокові цінові ефекти та пов'язані з цим негативні наслідки ілюзії євро;
  - цінові ефекти щодо введення євро в готівковий обіг;
    - поставки монет і банкнот євро – оскільки євро вже доступний готівкою, вартість конвертації буде нижчою;[52]
    - адаптація ІТ-систем;[52]
    - підготовка та проведення загальнонаціональної інформаційної кампанії щодо євро.[53]

## Опитування
| Дата                    | ТАК                                                                      | НІ  | Не визначився | Кількість учасників | Проводиться | Пос |
| ----------------------- | ------------------------------------------------------------------------ | --- | ------------- | ------------------- | ----------- | --- |
| 10–13 травня 2012 року  | 51% (13% до кінця 2014 р.) (38% після 2014 р.)                           | 28% | 21%           | 1000                | TNS Polska  |     |
| 6–11 вересня 2013 року  | 49% (11% протягом 5 років) (18% у 6-10 років) (на 20% пізніше 10 років)  | 40% | 11%           | 1000                | TNS Polska  |     |
| 6–11 грудня 2013 року   | 45% (12% протягом 5 років) (16% за 6-10 років) (17% пізніше 10 років)    | 40% | 15%           | 1000                | TNS Polska  |     |
| 7–12 березня 2014 року  | 44% (14% протягом 5 років) (14% за 6-10 років) (на 16% пізніше 10 років) | 42% | 14%           | 1000                | TNS Polska  |     |
| 6–11 червня 2014 року   | 46% (14% протягом 5 років) (13% у 6-10 років) (19% пізніше 10 років)     | 42% | 12%           | ?                   | TNS Polska  |     |
| 5–10 вересня 2014 року  | 45% (14% протягом 5 років) (14% за 6-10 років) (17% пізніше 10 років)    | 42% | 13%           | 1000                | TNS Polska  |     |
| 5–10 грудня 2014 року   | 49% (16% протягом 5 років) (15% за 6-10 років) (18% пізніше 10 років)    | 40% | 11%           | 1000                | TNS Polska  |     |
| 13–18 березня 2015 року | 44% (13% протягом 5 років) (12% за 6-10 років) (19% пізніше 10 років)    | 41% | 15%           | 1000                | TNS Polska  |     |
| 12–17 червня 2015 року  | 46% (15% протягом 5 років) (14% за 6-10 років) (17% пізніше 10 років)    | 41% | 13%           | 1015                | TNS Polska  |     |